# Alexander Wachter
Alexander Wachter (Pfunds, 21 januari 1995) is een Oostenrijks wielrenner die sinds 2014 uitkomt voor Tirol Cycling Team. Wachter werd in 2012 Europees kampioen wielrennen op de weg in het Nederlandse Goes.

## Belangrijkste overwinningen
2012
 Europees kampioenschap op de weg, Junioren
 Oostenrijks kampioen op de weg, Junioren
2013
 Oostenrijks kampioen op de weg, Junioren
1e etappe Ronde van Opper-Oostenrijk, Junioren
2015
1e etappe Carpathian Couriers Race